# The Gray Wolf's Ghost
The Gray Wolf's Ghost er en amerikansk stumfilm fra 1919 af Park Frame.

## Medvirkende
- Lurline Lyons som Dona Maria Saltonstall
- Rita Stanwood som Señorita Maruja Saltonstall
- Hector V. Sarno som Pereo
- Violet Schram som Pequita
- H.B. Warner som West